# Herbert Rosendorfer
Herbert Rosendorfer (Bolzano, 19 febbraio 1934 – Bolzano, 20 settembre 2012) è stato un giurista e scrittore tedesco di origine altoatesina.
Nacque in Italia, ma nel 1939 si trasferì a Monaco di Baviera, dove visse fino al 1943. Fu evacuato a Kitzbühel e fece ritorno a Monaco solo nel 1948. Dopo il diploma studiò dapprima legatoria all'Accademia di belle arti, poi, dal 1954, giurisprudenza all'Università Ludwig Maximilian. Ha vissuto e operato sempre in Germania, ma dopo il pensionamento, nel 1997, si è trasferito nuovamente in Alto Adige, ad Appiano sulla Strada del Vino.
Numerosissimi sono i romanzi e i racconti, ma anche le piéce teatrali, e i lavori televisivi. Artista completo, è anche autore di libretti, composizioni musicali, dipinti.
Ha vinto numerosi premi letterari, tra cui il Premio Tucano.
È morto nel 2012 all'età di 78 anni dopo una lunga malattia.